# Coleophora olivacella
Coleophora olivacella é uma espécie de mariposa do gênero Coleophora pertencente à família Coleophoridae.